# Riccardo Moretti (motorversenyző)
Riccardo Moretti (1985. január 18. –) olasz motorversenyző, jelenleg a MotoGP 125 köbcentiméteres géposztályában versenyez. 2008-ban és 2009-ben egyaránt 2-2 versenyen indult, ezeken összesen 3 pontot szerzett.

## Külső hivatkozások
- Profilja a MotoGP hivatalos weboldalán[halott link]